# Партізань
Партізань, Партізані (рум. Partizani) — село у повіті Тулча в Румунії. Входить до складу комуни Маліук.
Село розташоване на відстані 239 км на схід від Бухареста, 10 км на схід від Тулчі, 115 км на північ від Констанци, 75 км на схід від Галаца.

## Населення
За даними перепису населення 2002 року у селі проживали 483 особи, з них 482 особи (99,8%) румунів. Рідною мовою 482 особи (99,8%) назвали румунську.